# Гере (Німеччина)
Гере (нім. Heere) — громада в Німеччині, розташована в землі Нижня Саксонія. Входить до складу району Вольфенбюттель. Складова частина об'єднання громад Баддекенштедт.
Площа — 15,28 км2. Населення становить 1076 ос. (станом на 31 грудня 2021).

## Галерея

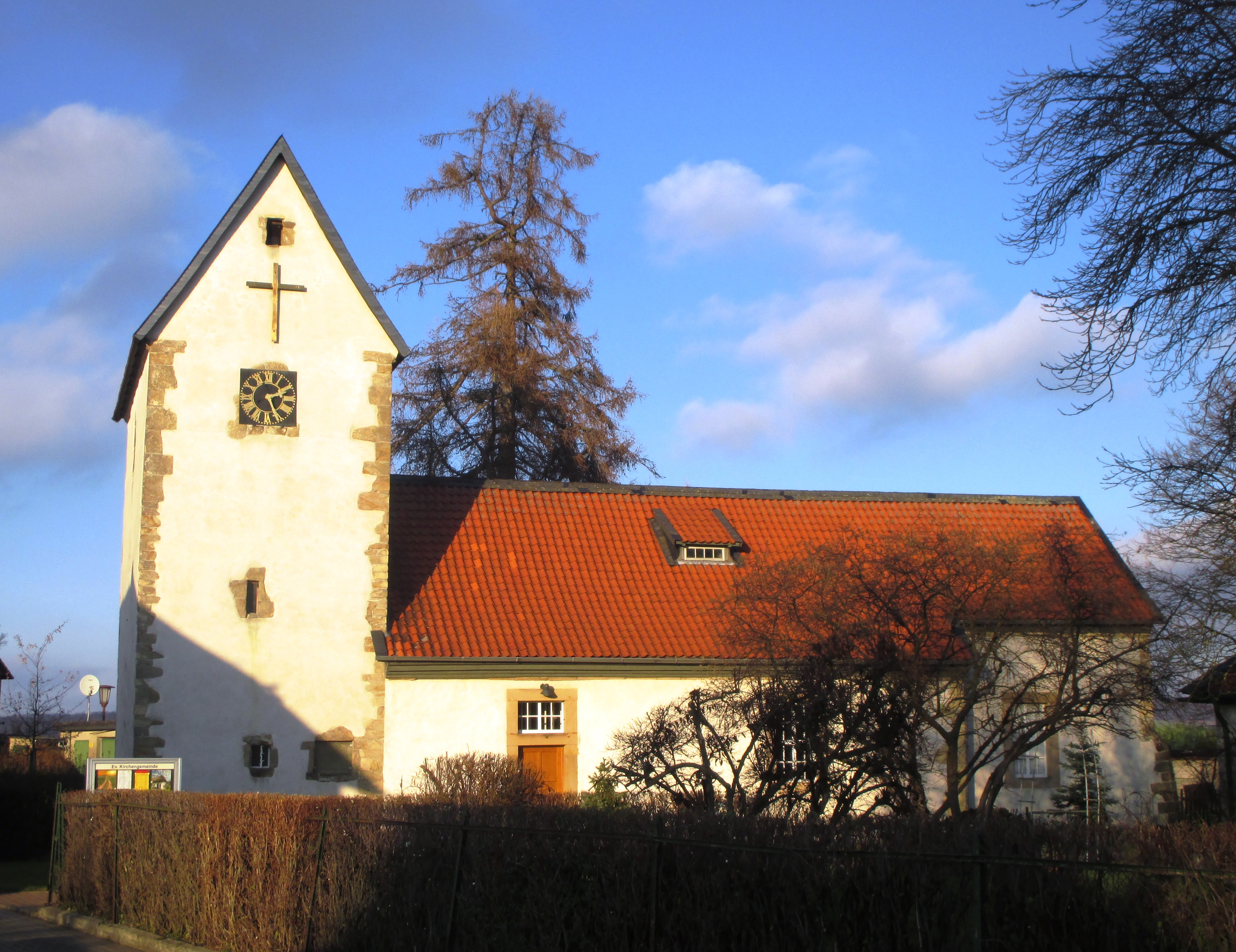
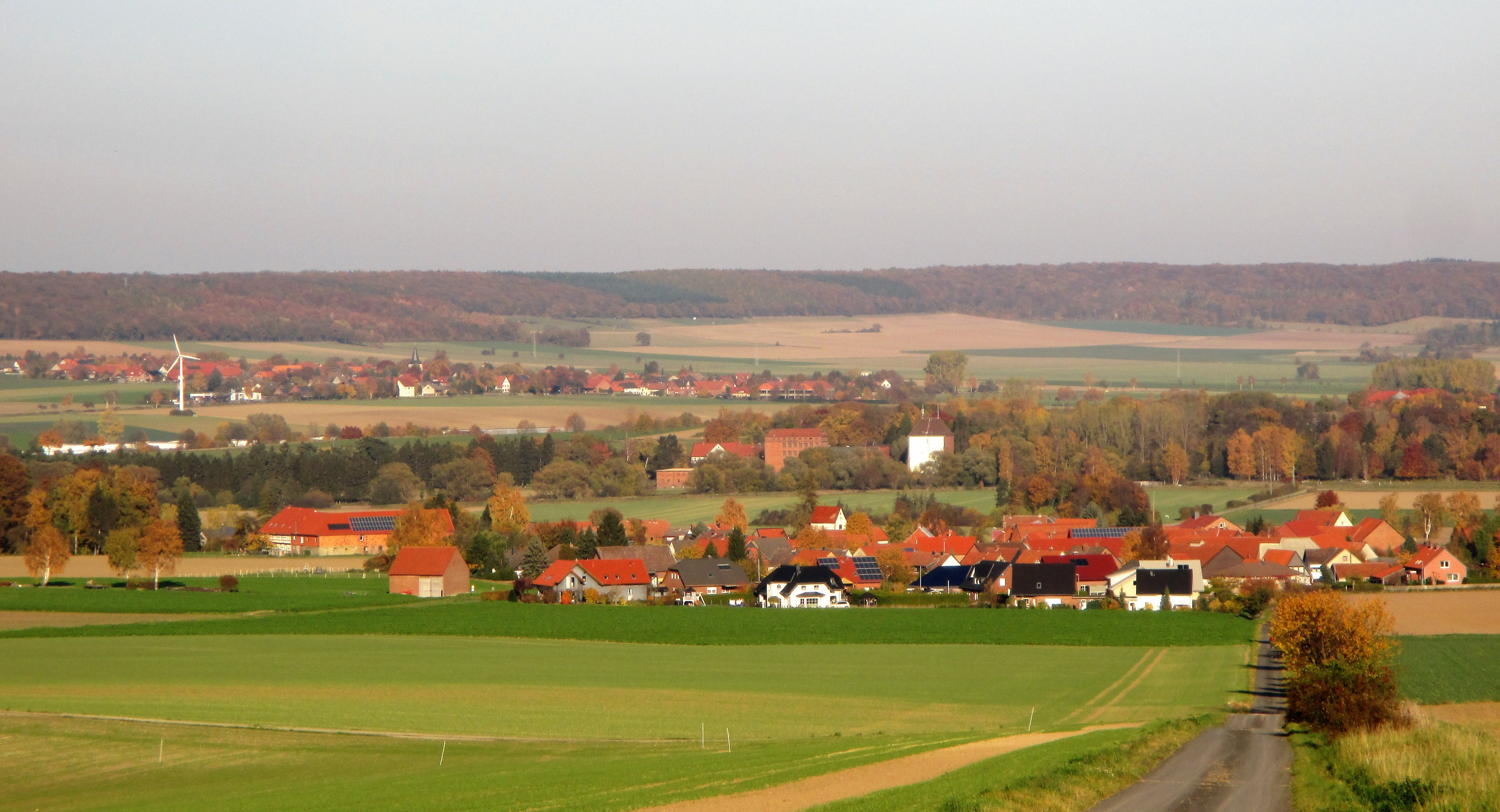